# Càpsula de café

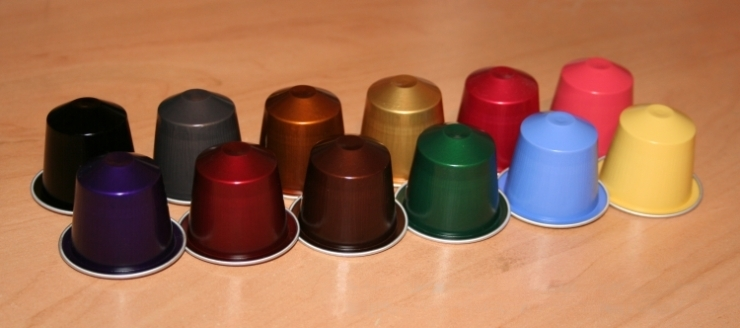
Càpsules de cafè Nespresso

La càpsula de cafè és un petit recipient rigid d'alumini, plàstic o d'un material semblant, emprat com contenidor de cafè. Les càpsules es diferencien entre si en què algunes no porten cap filtre (el filtre el porta la màquina) i d'altres porten incorporat un filtre de paper en la pròpia càpsula. (Lavazza comercialitza càpsulas de quatre sistemes diferents).
Algunes càpsulas van tenir un gran èxit comercial, en ser llançades, gràcies al cost reduït de les màquines, a la facilitat d'ús i a la practicitat del seu disseny. Entre els desavantatges hi ha el preu un pel elevat de les càpsulas i la completa incompatibilitat entre els diferents sistemes comercialitzats

## Tipus de càpsules
S'ha de ressaltar que algunes cases productores de cafè produeixen càpsulas per a diversos sistemes, el mateix que fan les cases productores de màquines. Lavazza i Nestlé tenen ambdues tres línies de productes per a les diferents exigències. Indesit en canvi ha llançat l'Un, que és un sistema destinat a diverses marques.
| Sistema                               | Propietari                     | Data d'introducció | Fabricants de màquines                                                                     | Tipus de càpsula                                     | Filtre incorporat | Notes                                        |
| ------------------------------------- | ------------------------------ | ------------------ | ------------------------------------------------------------------------------------------ | ---------------------------------------------------- | ----------------- | -------------------------------------------- |
| Capricci                              | Ariet                          | ?                  | Ariete                                                                                     | Mokarabia, La via del Te                             | Sí                |                                              |
| Senseo                                | Philips                        | 2001               | Senseo (part del grup Philips)                                                             | Senseo, Marcilla, Intenso                            | Sí                |                                              |
| Mokespresso                           | Bialetti                       | ?                  | Bialetti (Mokespresso, Mokona, Tazzona)                                                    | ?                                                    | Sí                |                                              |
| Cafè d'Itàlia                         | Cafè d'Itàlia srl              | ?                  | ?                                                                                          | Tonino Lamborghini                                   | Sí                |                                              |
| Caffitaly System                      | Caffita System                 | 2005               | Caffita System, Gaggia                                                                     | Caffè Cagliari, Chicco d'oro, Ècaffè, Ricola, Tchibo | Sí                |                                              |
| Espresso Itàlia                       | Espresso Itàlia                | ?                  | Bialetti (Mokona, Tazzona)                                                                 | Gimoka                                               | Sí                |                                              |
| K-Cup (Keurig)                        | Green Mountain Coffee Roasters | 1992               | Keurig, Breville, Cuisinart                                                                | Green Mountain i altres                              | No                |                                              |
| Iperespresso                          | illycaffè                      | 2006               | Gaggia, FrancisFrancis, Hot Point                                                          | illycaffè                                            | Sí                |                                              |
| T-Discs (Tassimo)                     | Kraft                          | 2004               | Bosch, Braun marcats Tassimo                                                               | Jacobs, Maxwell House i altres                       | No                |                                              |
| A Modo Mio                            | Lavazza                        | 2007               | Saeco (part del grup Philips) marcats Lavazza/Gaggia, Electrolux                           | Lavazza                                              | Sí                | Pressió 15 bar                               |
| BLUE (Best Lavazza Ultimate Espresso) | Lavazza                        | ?                  | ?                                                                                          | Lavazza                                              | Sí                |                                              |
| Espresso point                        | Lavazza                        | ?                  | Polti, i altres                                                                            | Lavazza, Kimbo                                       | Sí                |                                              |
| Flavia                                | Mars                           | 1984               | Flavia (Mars)                                                                              | Flavia (Mars)                                        | No                |                                              |
| Monodor                               | Monodor                        | 2006               | Monodor, Gaggia (Delizio)                                                                  | Lavazza                                              | No                | Del mateix inventor de Nespresso, Eric Favre |
| Dolce Gusto                           | Nestlé                         | 2008               | Krups, amb marca Nescafé                                                                   | Nescafé (Nestlé)                                     | Sí                | Pressió 15 bar                               |
| Nespresso                             | Nestlé                         | 1986               | Eugster/Frismag marcats Krups, Magimix, Siemens, De' Longhi entre ells el model Lattissima | Nespresso                                            | No                | Pressió 19 bar, Sistema de reciclat          |
| Nespresso Professional                | Nestlé                         | ?                  | ?                                                                                          | Nespresso                                            | No                |                                              |
| MZ                                    | Segafredo                      | ?                  | ?                                                                                          | Segafredo                                            | Sí                |                                              |
| Espresso Cap                          | Termozeta                      | ?                  | Termozeta                                                                                  | ?                                                    | Sí                |                                              |
| Uno                                   | Indesit                        | 2013               | Indesit                                                                                    | illycaffè, Kimbo Cafè                                | Sí                |                                              |
| Zespresso Cafè                        | Zepter                         | 2009               | ?                                                                                          | ?                                                    | Sí                | Pressió 20 bar, temperatura de l'aigua 88 °C |

## Reciclatge i compatibilitat de les càpsules

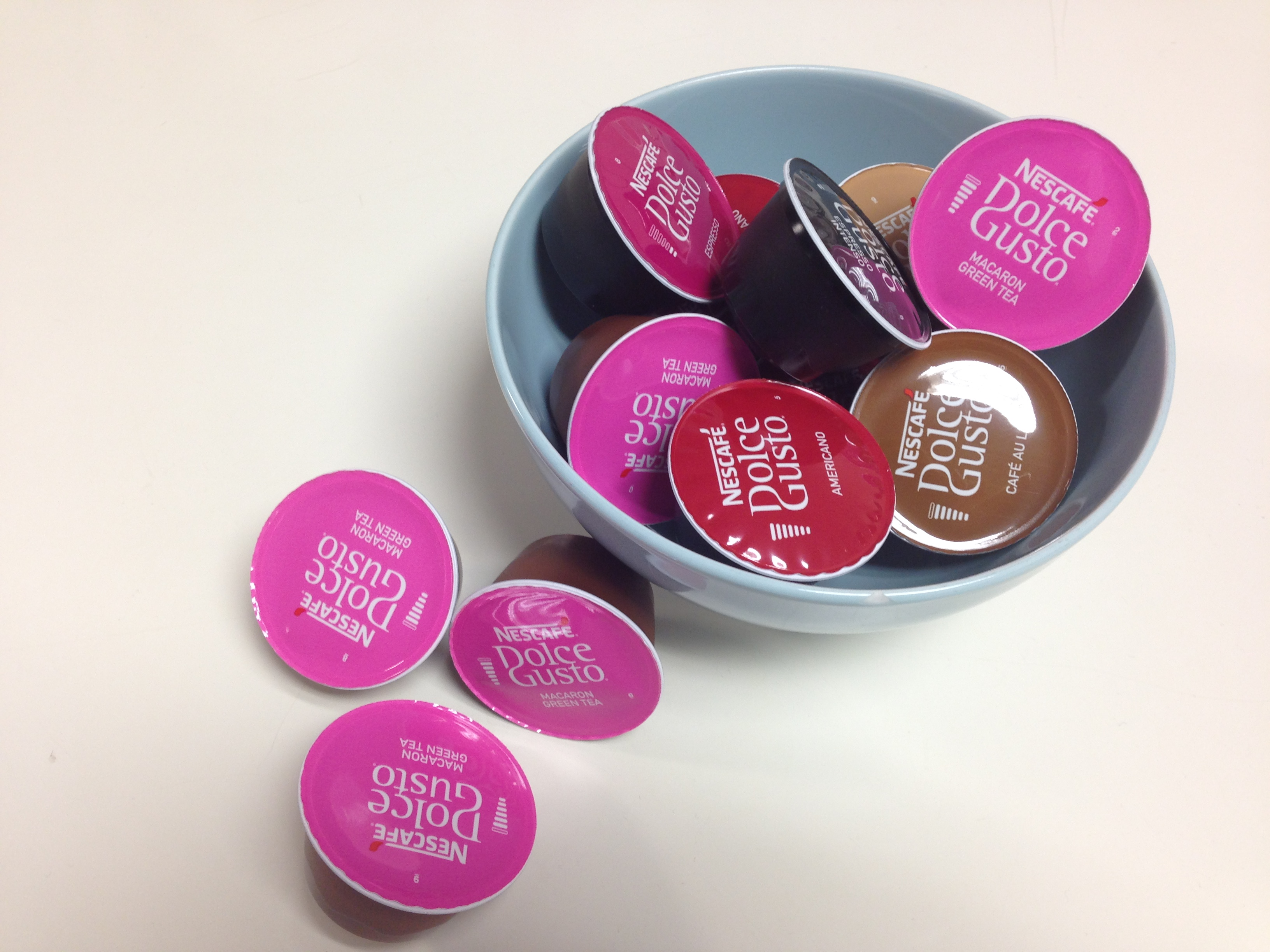
Assortit de càpsules NESCAFÉ® Dolce Gusto®

Dolce gusto i Nespresso tenen un programa de reciclatge amb el que ofereixen la capacitat de reciclar el 80 % de les càpsules produïdes a tot el món, i compta amb 14 000 punts de recollida de càpsules en 31 països.
Hi ha càpsules compatibles amb el sistema Nespresso d'altres marques i càpsules recarregables per a les cafeteres Nespresso. El 2011 les càpsules de Marcilla es van llançar al mercat espanyol entre d'altres, amb distribució a gran escala en supermercats, fet que ha portat a ambdues empreses als tribunals en mercats com França.
Existeixen també càpsules compatibles amb el sistema Dolce Gusto d'altres marques i càpsules recarregables per les cafeteres Dolce Gusto.
Les càpsules recarregables compatibles amb la tecnologia monodosi de Nespresso poden ser reutilitzades amb cafè diferent al comercialitzat per la marca; així mateix, es poden localitzar pàgines amb tutorials que expliquen com reomplir i reutilitzar les càpsules originals amb cafè diferent al de la marca.